# هیلاری (آریزونا)
هیلاری (به انگلیسی: Hillside) یک منطقهٔ مسکونی در ایالات متحده آمریکا است که در شهرستان یاواپای، آریزونا واقع شده‌است. هیلاری ۱٬۱۷۶ متر بالاتر از سطح دریا واقع شده‌است.